# Monumentalkunst
Monumentalkunst er storstilet kunst, der er designet med den hensigt at sætte en iøjnefaldende et mærke. Monumentalkunst findes for det meste i det offentlige rum, som mindesmærker, bygninger og vægmalerier.                                                                                                                                                                                                                                                                                                                                                                                                                            
Monumentalmaleri er maleri af monumental art, i den store stil; specielt om store vægmalerier i modsætning til staffelimaleri.
I Norge var der en periode der var præget af monumentalmaleriet, som kaldes Freskoepoken, der gik fra 1918 til slutningen af 1950'erne. En af de ledende skikkelser var Axel Revold. I Danmark har vi også en tradition, den ser måske bare ikke så sammenhængende ud, fordi vi kategoriserer kunstværkerne som eksempelvis kalkmalerier, udsmykninger, gavlmalerier, reklamer og gadekunst.
De ældste danske eksempler på monumentalkunst er kalkmalerierne i kirker. Af udvendige udsmykninger i den store skala er der Jørgen Sonnes frise på Thorvaldsens Museum. Fra nyere tid er der Poul Gernes udvendige udsmykning af Palads Biografen fra 1989. Dertil kommer gavlmalerier som Hans Scherfigs mælkereklame fra 1962.

## Eksempler på monumentalkunst
- Leonardo da Vinci,
Den sidste nadver, 1495-1498, (malet på tør væg, 460 x 880 cm)
- Jacques-Louis David,
 Kroningen af Napoleon, 1805-1808, Louvre (Olie på lærred, 610 × 930 cm)
- Horace Vernet,
Abd-el-Kader’s Smalah, 1846, Château de Versailles (Olie på lærred, 489 x 2139 cm)[1]
- Vaclav Sochor,
 De dødes batteri, 1866, Heeresgeschichtliches Museum, (Olie på lærred, 509 x 809 cm)
- Laurits Tuxen, Kong Christian IX og dronning Louise med familie i havesalen på Fredensborg 1883, 1886, Christiansborg Slot, 440 x 670 cm
- Carl Larsson,
 Midvinterblot, 1910 - 1915, trappehal på Nationalmuseum i Stockholm, (Vægmaleri, 6,5 x 13,5 meter)
- Gutzon Borglum,
 Mount Rushmore, 1927 - 1941, (18 meter høje skulpturer af hovederne af tidligere amerikanske præsidenter)

## Note
1. ↑  La conquête de l'Algérie - L'Histoire par l'image

| Kunst | Spire Denne artikel om kunst er en spire som bør udbygges. Du er velkommen til at hjælpe Wikipedia ved at udvide den. |